# H.H. Jacobus- en Augustinuskerk
De H.H. Jacobus- en Augustinuskerk is een oudkatholieke kerk in de Juffrouw Idastraat in Den Haag. 
De kerk is een barokke schuilkerk uit de 18de eeuw. In 1720 gaf het stadsbestuur toestemming een katholieke kerk te bouwen mits die niet vanaf de straat te zien zou zijn. Dit werd de "Oud-katholieke kerk van 's-Gravenhage", die in 1722 in gebruik werd genomen. De architect was mogelijk Nicolaas Kruysselbergen. 
Vanaf de straat is de kerk niet te zien, de ingang ziet eruit als een gewone voordeur. Via een gang komt men in de kerk.
De kerk maakte in 1991 onderdeel uit van de Lijst 'Top 100' onroerende objecten van het toenmalige ministerie van WVC in verband met aanvullende beschermende maatregelen bij buitengewone omstandigheden.

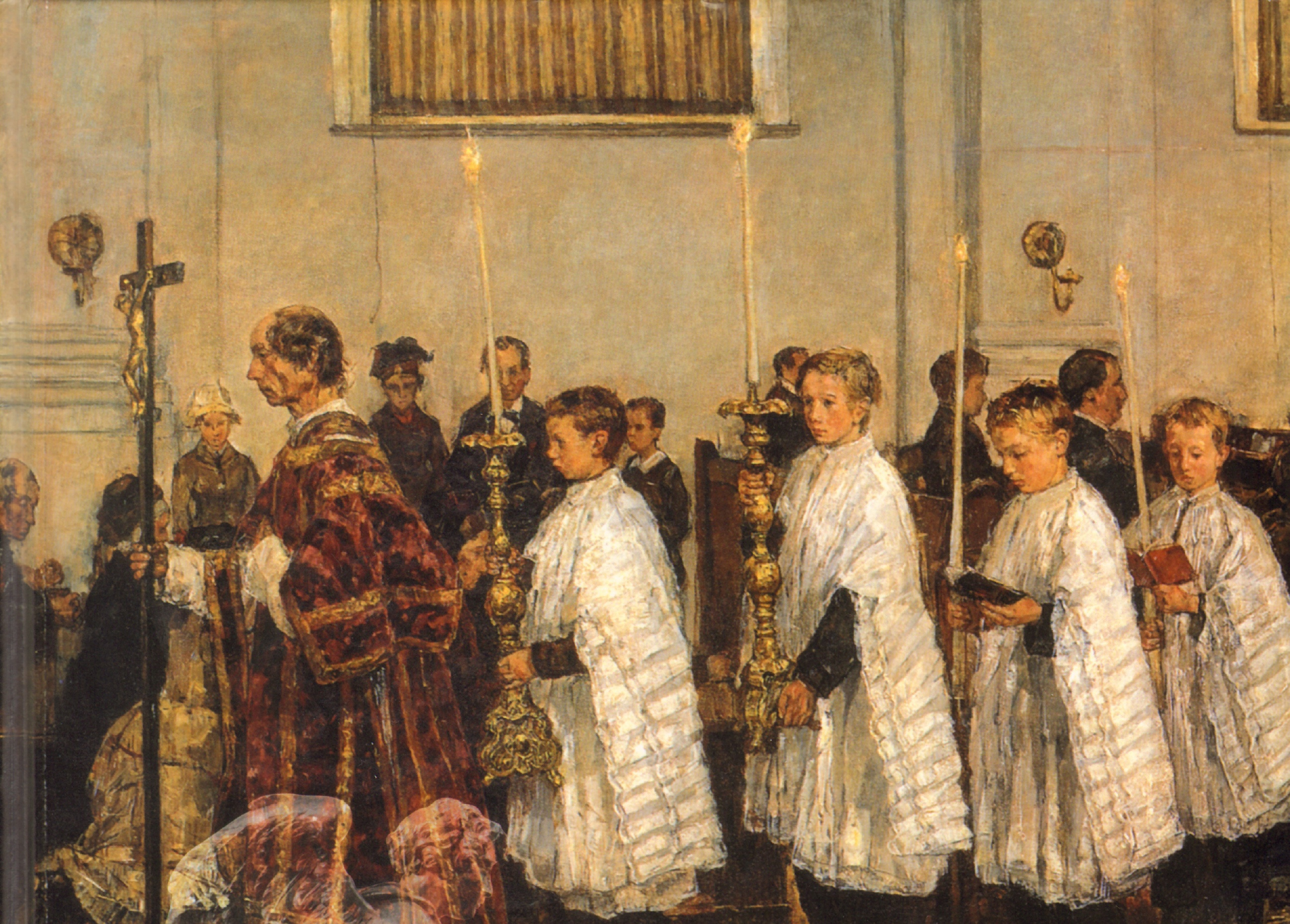
Isaac Israëls: Processie in de oud-katholieke kerk te Den Haag (1881)

## Interieur
Binnen is veel stucwerk dat aan Daniël Marot doet denken. Op het plafond staan de twaalf apostelen afgebeeld. In het midden is een voorstelling van de hemelvaart van Christus. 

De kansel werd gemaakt door Jean Baptist Xavery en is uit 1729, de bekroning is enkele jaren later gemaakt.  

Het Barok altaarretabel met altaarstuk van Christus op de berg Thabor werd door M. Terwesten gemaakt.

Het orgel is in 1726 gemaakt door Rudolph Garrels en is nu een rijksmonument.

## Eucharistieviering
Zondags vindt de eucharistieviering plaats en wordt de ingang aan de Juffrouw Idastraat 7 gebruikt, op andere dagen wordt de ingang aan de Juffrouw Idastraat 13 gebruikt. 
Op nummer 7 bevindt zich ook de Zolderkapel en de Bisschopskamer.

De Zolderkapel, officieel Kapel van Maria Mater Dei, is de voorloper van de barokke schuilkerk. Op woensdagmiddag wordt hier de doordeweekse eucharistieviering gehouden. 
De Bisschopskamer is een oude stijlkamer die nog in dezelfde staat verkeert als toen hier in 1720 door het Utrechts Metropolitaan Kapittel de nieuwe Aartsbisschop van Utrecht gekozen werd.
De kerk valt onder het Aartsbisdom Utrecht

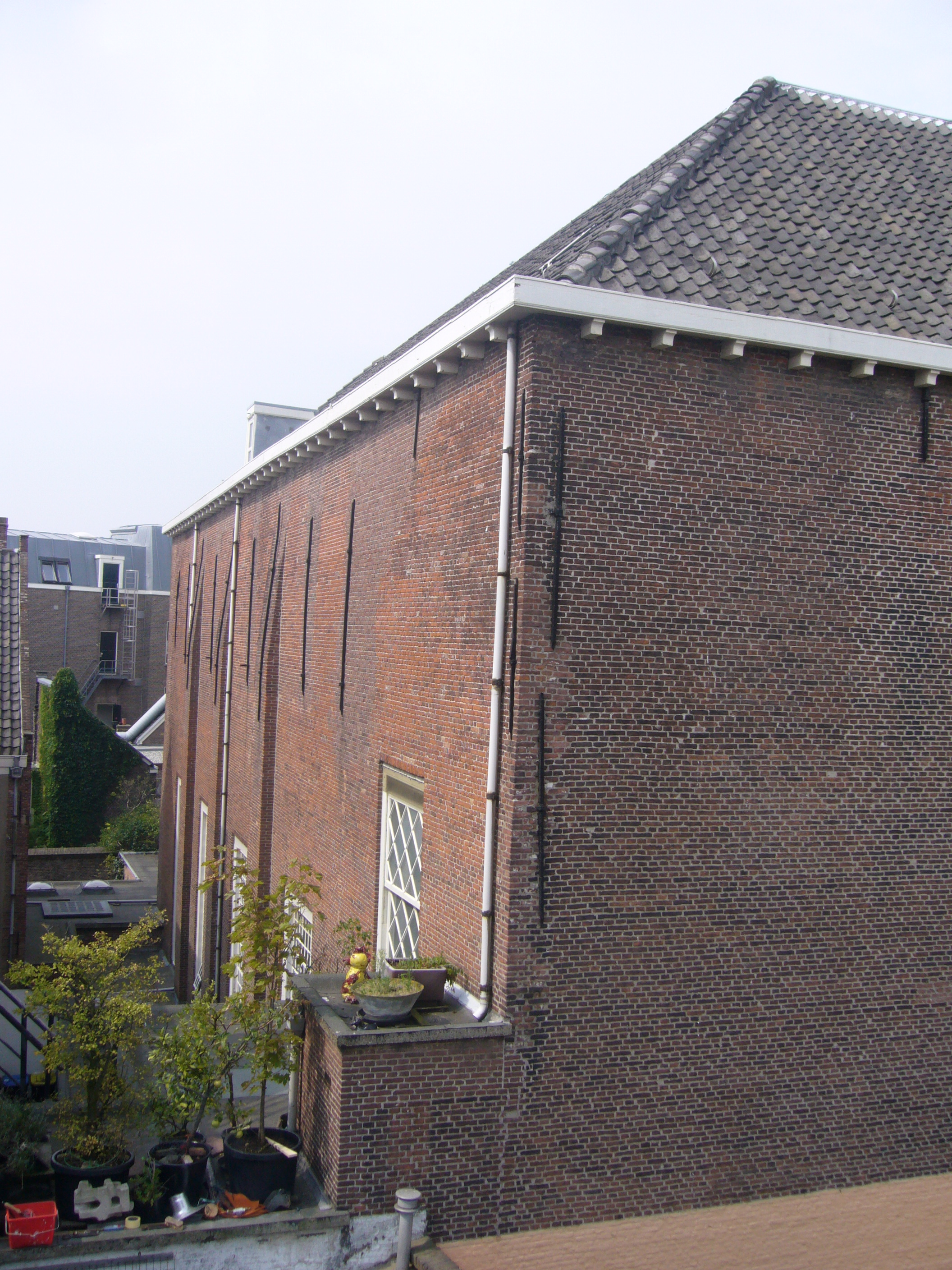
Kerk omringd door huizen
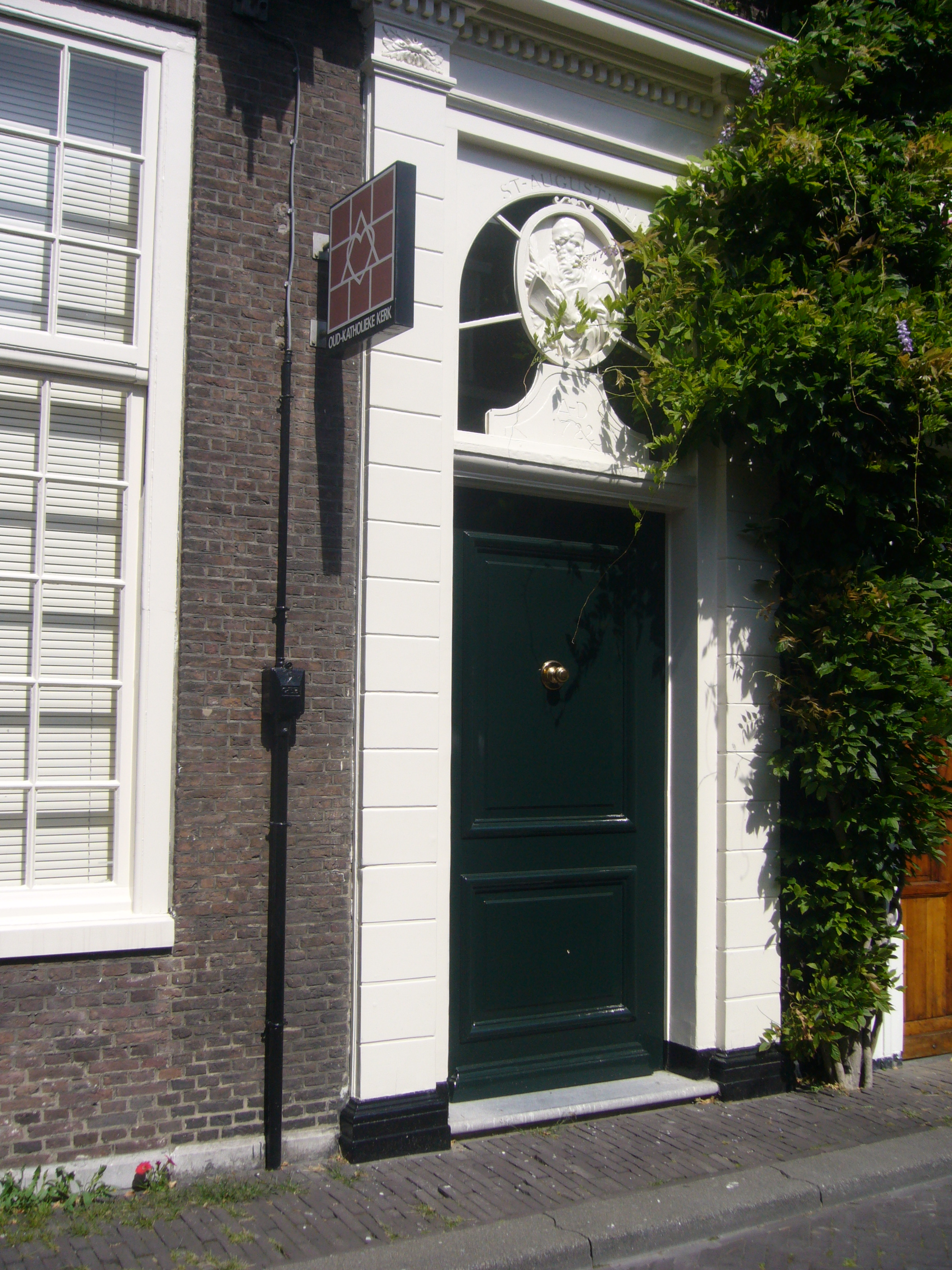
Ingang Juffr. Idastraat 7
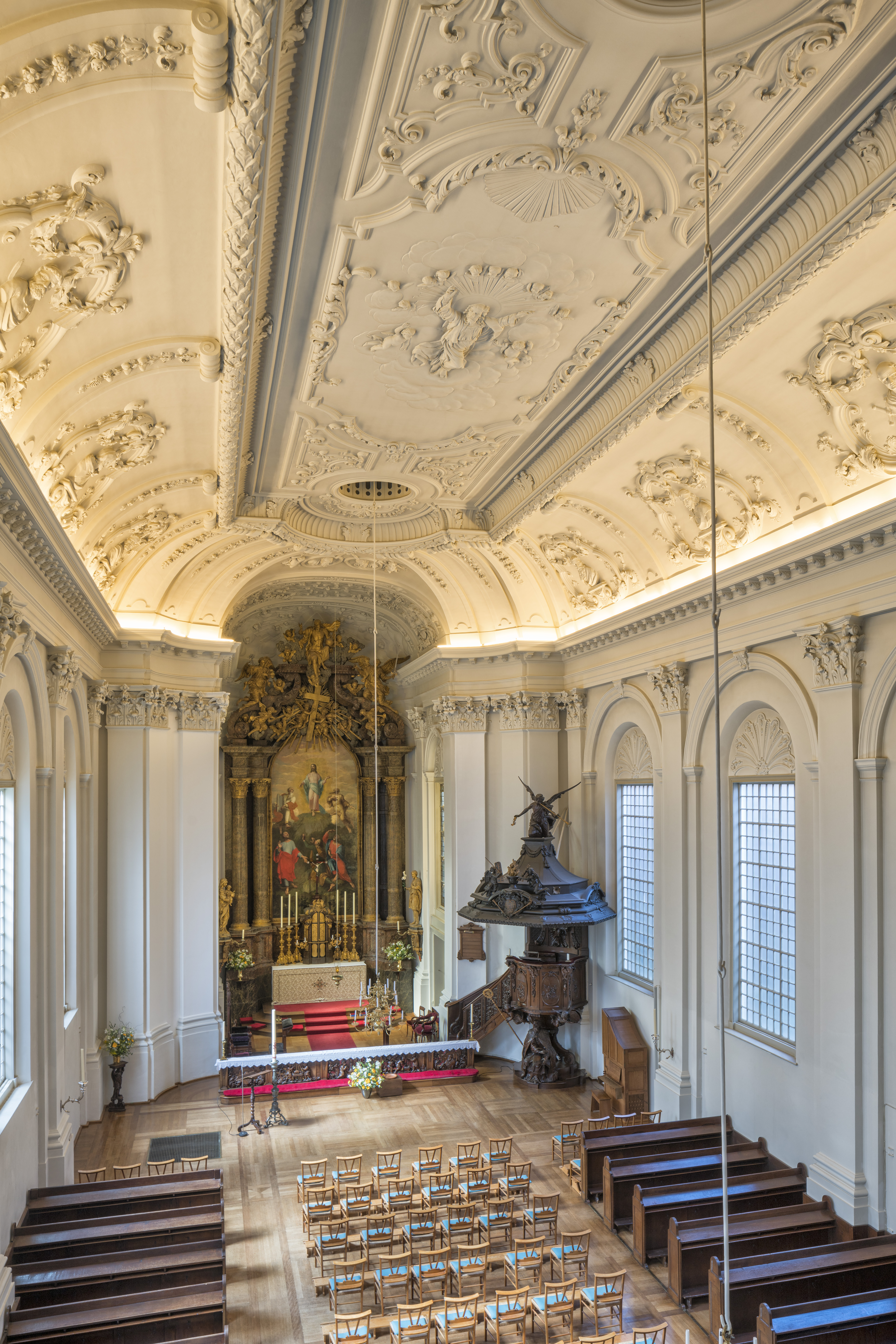
Overzicht interieur vanaf de orgelgalerij
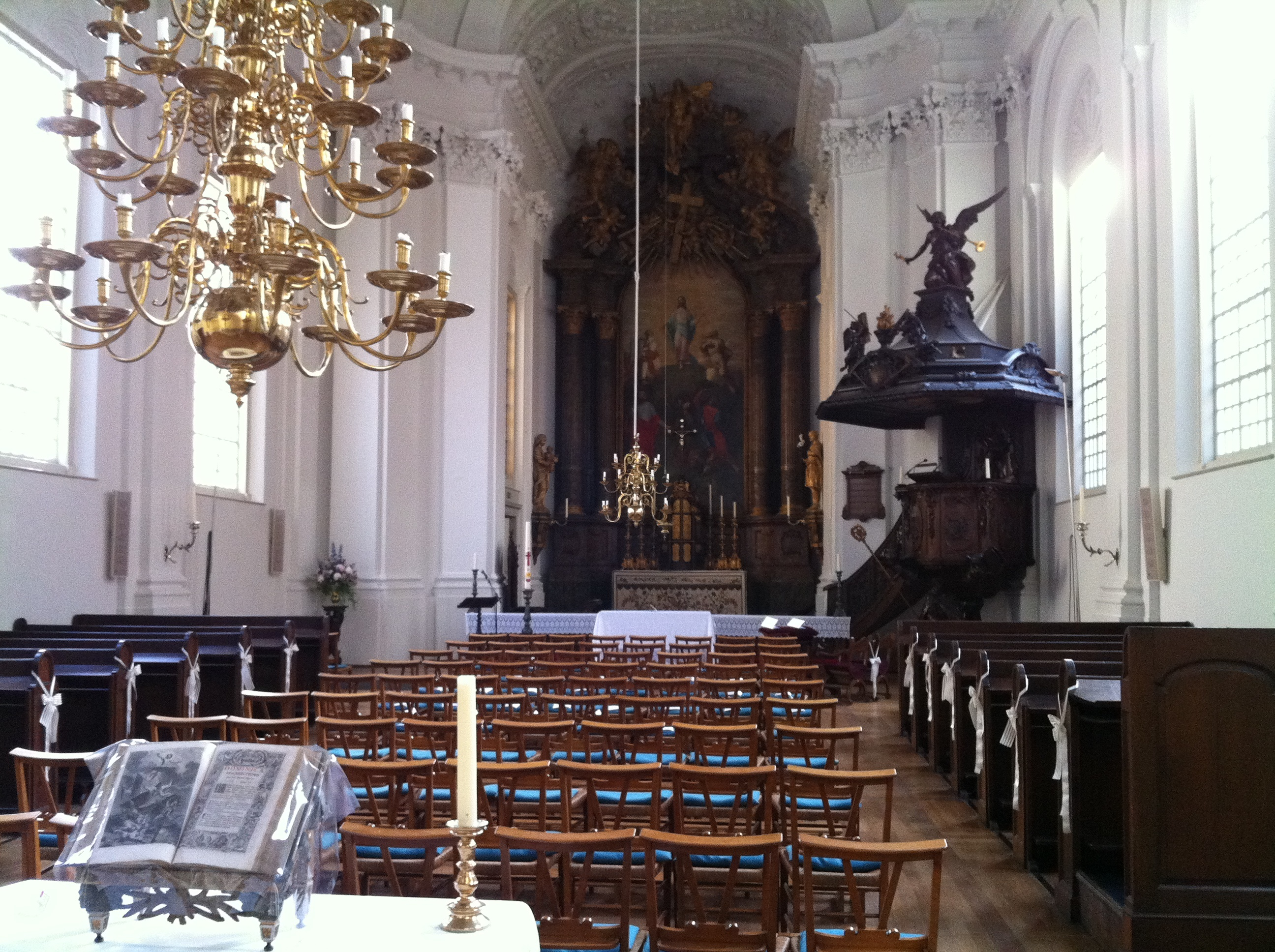
Kerkruimte met altaar
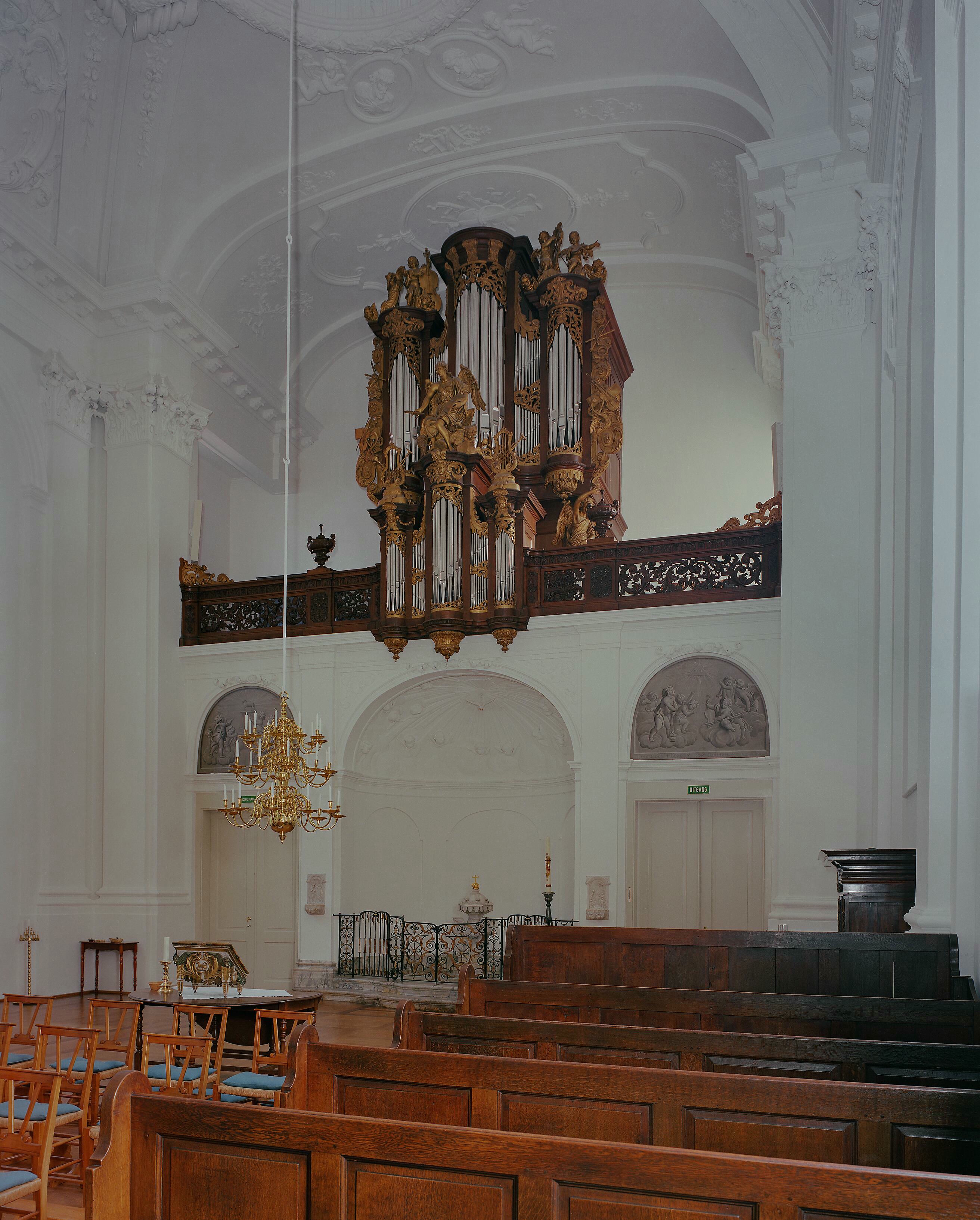
Orgel met daaronder de ingangen van de kerkruimte
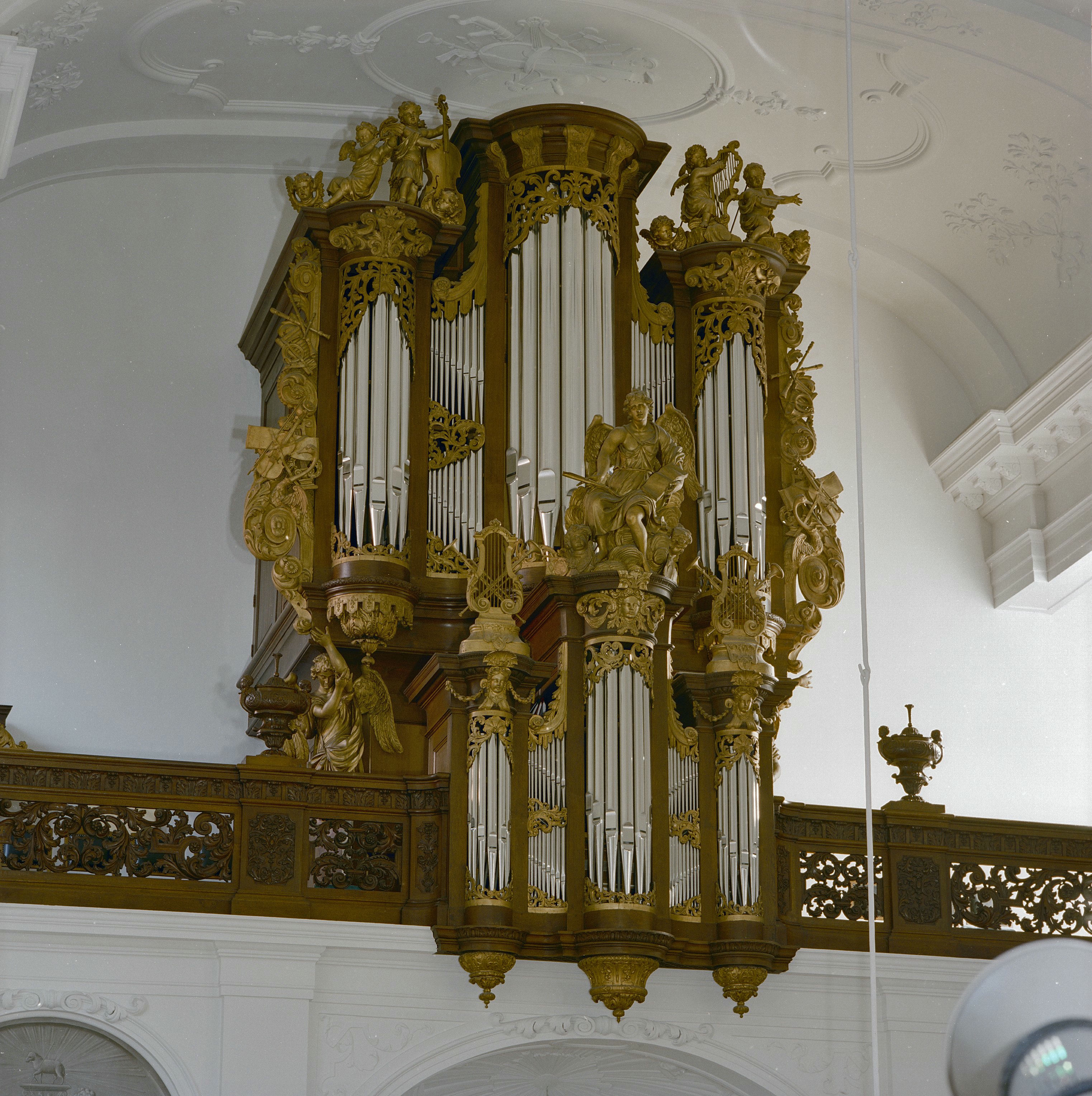
Detailopname orgel

.